# وجهات الخطوط الوطنية الكويتية
وجهات الخطوط الوطنية تشمل هذه القائمة جميع المطارات والمدن التي تهبط بها طائرات الخطوط الوطنية.
أفريقيا
- مصر
  - القاهرة (مطار القاهرة الدولي).[1]
  - الإسكندرية (مطار برج العرب الدولي) .[2]
  - شرم الشيخ (مطار شرم الشيخ الدولي).

آسيا
- الكويت
  - مدينة الكويت (مبنى الشيخ سعد للطيران) [مركز العمليات].
- البحرين
  - البحرين (مطار البحرين الدولي).
- الإمارات العربية المتحدة
  - دبي (مطار دبي الدولي).
- الأردن
  - عمان (مطار الملكة علياء الدولي).[3]
- إيران
  - مشهد (مطار مشهد الدولي) .
- سوريا
  - دمشق (مطار دمشق الدولي).
- لبنان
  - بيروت (مطار بيروت - رفيق الحريري الدولي).[4]
- تركيا
- * إسطنبول

أوروبا
- إيطاليا
  - روما
- النمسا
- فيينا
- بريطانيا
  - لندن